# Quantum praedecessores
Quantum praedecessores ist eine Päpstliche Bulle vom 1. Dezember 1145 und die erste päpstliche „Kreuzzugsbulle“, die von Papst Eugen III. erlassen wurde.

## Anfrage bei König Ludwig VII. von Frankreich
Für den Papst war der eigentliche Anlass der Verlust des Kreuzfahrerstaates Grafschaft Edessa im Jahre 1144, mit dieser Bulle wollte er vor allem in Frankreich für einen neuen Kreuzzug werben. Er wandte sich mit der Bulle direkt an Ludwig VII. (Frankreich) und versprach für dessen Untertanen eine vollständige Absolution.

## Vorrechte für die Kreuzfahrer
In seinem Aufruf zum Zweiten Kreuzzug hatte der Papst den Kreuzfahrern vier Vorrechte in Aussicht gestellt. Sandra Pierach gibt diese wie folgt wieder:

„Zunächst hatte Eugen III. klar formuliert, wer beziehungsweise was im Falle der Kreuznahme kirchlichen Schutz genießen sollte, nämlich neben dem Kreuzfahrer selbst dessen Frau und Kinder sowie dessen Güter und Besitzungen. Sodann verfügte der Papst, dass vom Zeitpunkt der Kreuznahme bis zur Rückkehr oder bis zur Nachricht über den Tod des Kreuzfahrers kein Prozess betreffs all dessen, was der Kreuzfahrer zu diesem Zeitpunkt besessen hatte, angestrengt werden dürfe. Das dritte Vorrecht befreite die Kreuzfahrer von Zinszahlungen, selbst wenn sie sich eidlich dazu verpflichtet hatten. Als Letztes schließlich gestand Eugen III. den Kreuzfahrern zu, ihre Ländereien und andere Besitzungen zu verpfänden und zwar vorzugsweise an kirchliche Institutionen, falls ihr Lehnsherr oder ihre Verwandten (eventuell auch Nachbarn) ihnen kein Geld leihen könnten oder wollten.“